# Оровида Камиј Писаро
Оровида Писаро (Епинг, 8. октобар 1893 – 8. август 1968), позната већим делом свог живота као Оровида, била је британска сликарка и бакрописац. Током већег дела своје каријере дистанцирала се од импресионистичког и постимпресионистичког стила свог оца, Лусијена Писароа и деде Камија Писароа, у корист технике под утицајем кинеске и друге азијске уметности; али је у последњој четвртини своје каријере развила технику која се ослањала на обе традиције.

## Младост и студије
Оровида Камиј Писаро рођена је у Британији 8. октобра 1893. у Епингу, Есекс. Током свог живота живела је у Лондону. Била је једино дете француског уметника Лусијена Писароа, који се 1890. године настанио у Британији, и његове супруге Естер (рођене Бенсусан). Оровида је добила име по Естериној тетки. Списак уметника у породици Оровида предводи њен деда, Камиј Писаро, импресиониста. Њен отац Лусијен, најстарији син Камија, био је сликар, графичар и гравер дрвета. Њени стричеви, међу којима су били Жорж Анри Манцана Писаро, Феликс Писаро и Лудовик Родо Писаро, као и друга родбина, такође су били уметници.
Оровида је показала свој талент у младости. Лусијен је рекао да јој је то "у крви". Цртежи петогодишње Оровиде заслужили су похвале свог познатог деде. Оровида је са својим оцем проучавала уље на платну током својих тинејџерских година, постајући познавалац импресионистичког стила. Као што се види на њеном Аутопортрету, Лусијен је њену палету ограничио на само пет боја.
Њена мајка, која се и сама уметнички усавршавала, веровала је да је уметност финансијски несигурна професија и инсистирала је да Оровида студира музику. Али занимање ћерке за бакропис, са изгледима за комерцијалну илустрацију, помогло је да ублажи страхове њене мајке.
1913. Оровида је кратко студирала код Волтера Сикерта.

## Рани радови
Оровида никада није била део британских главних уметничких покрета. Постала је прва жена професионална уметница у породици Писаро и прва уметница у својој генерацији.
1921. године она је са француском уметницом Мари Лоренсен излагала на заједничкој изложби.
Изложба кинеског сликарства у Британском музеју 1924. имала је велики утицај на њен уметнички сензибилитет. Упркос разочарењу свог оца, Оровида је у двадесетим годинама напустила импресионизам и развила необичан стил инспирисан кинеском, као и јапанском, персијском и индијском уметношћу. Делимично је то било због жеље да се разликује од снажног импресионистичког наслеђа своје породице. Даље је то постигла одустајањем од презимена, желећи да до краја свог живота буде позната једноставно као Оровида. Упркос дистанцирању од породичне славе, остала је поносна на наслеђе Писаро.
Њено одбацивање импресионизма било је више од пуког удаљавања од Писароа. Сматрала је да западњачка уметност може да се пореди са фотографијом, док је источна уметност више одговарала њеној независној природи. Никада није посетила Далеки исток; надахнуће јој је дошло само из дела која је видела у музејима и другде.
Оровида је сликала техником гваша или темпере на свили, платну, папиру и златном листу. Њене слике, као и њене гравуре, приказују првенствено азијску тематику. Њени најчешћи субјекти биле су животиње, посебно тигрови и коњи, које је приказивала на декоративни, азијски, стилизовани, линеарни начин. Још једна омиљена тема били су монголски коњаници који су ловили дивље животиње; други су били персијски принчеви и афрички плесачи.

## Касније године
У последњих четврт века свог живота, након очеве смрти 1944. године, Оровида је наставила да слика уљеним бојама, са изразитим променама у стилу и избору теме. Њен рад је постао природнији и нешто сличнији традицији Писаро. Своје азијске склоности спојила је са реалнијим европским изгледом. Резултат је поређен са сувом фреском. Њене теме током овог периода укључују портрете породице и пријатеља, краљевске породице, а посебно разних мачака од домаћих до дивљих.
Оровида је била плодан графичар; произвела је око 8.000 отисака од 107 гравираних плоча. У књизи из 2001. године оцењују се њени бакрописи и њене породичне везе: „Њени оригинални, мајсторски модерни украсни принтови обезбедили би јој фину репутацију без обзира на породичне везе, али вероватно не би привукли толико пажње“.
Њена мајка је основала породичну архиву Писаро у музеју Ешмолијен у Оксфорду, а Оровида је имала значајну улогу у њеном развоју.
Оровида се никада није удавала.
Умрла је 8. августа 1968. Музеј Ешмолијен је 1969. године приредио сећање на њене слике, бакрописе и цртеже. Још једна постхумна изложба Три генерације породице Писаро одржана је у галеријама Лајчестер. Учествовала је у истоименој емисији 1943.
Њени радови могу се видети у многим истакнутим колекцијама у Британији, укључујући Британски музеј и Музеј Викторије и Алберта у Лондону, и Музеј Ешмолијен у Оксфорду, као и у Сједињеним Америчким Државама, укључујући Музеј уметности Кливленд, Музеј ликовне уметности, Бостон и Музеј уметности Сан Дијего.